# 富拉孔達
富拉孔達是西非國家畿內亞比紹的城鎮，由基納拉區負責管轄，位於該國中部，海拔高度1米，面積917平方英里，2008年人口估計約1,311，人口密度每平方公里17.28人。